# Dendrosenecio
Dendrosenecio eller jättekorsörter är ett växtsläkte av gömfröväxter som hör till infrafamiljen korsörter Senecioneae i familjen korgblommiga växter med ett dussintal arter.
Släktet är ett avknoppat taxon av korsörtssläktet Senecio, inom vilket det tidigare bildade undersläktet Dendrosenecio. Dess medlemmar, jättekorsörterna, är endemiska för höghöjdszonerna hos tio bergsgrupper i ekvatoriala Östafrika, där de bildar ett iögonenfallande element i floran.
De har en jättelik rosettdräkt, med en avslutande bladrosett vid toppen av en rejäl vedartad stam. När de blommar, bildar blommorna en stor blomställning i toppen. Detta åtföljs vanligen av att 2 till 4 laterala grenar påbörjas. Följden blir att gamla exemplar får ett kandelaberlikt utseende i telefonstolpars storlek, varje gren med en avslutande rosett.

## Arter
Dendrosenecio varierar geografiskt mellan bergskedjor, och med höjd och aspekt på ett visst berg. Det har förekommit oenighet bland botaniker, när det gäller vilka populationer av Dendrosenecio som förtjänar erkännande som arter och vilka som ska hänskjutas till status som underarter eller varianter. Det kan noteras att ett par svenska botaniker, Olov Hedberg och Bertil Nordenstam, bidragit till klarlägganden. Listan som följer är tagen från Knox & Palmer, en vanlig referens för artiklar om detta släkte.
- Dendrosenecio adnivalis (Stapf) E.B.Knox (1993)
- Dendrosenecio battiscombei (R.E.Fr. & T.C.E.Fr.) E.B.Knox (1993)
- Dendrosenecio brassiciformis (R.E.Fr. & T.C.E.Fr.) Mabb. (1986)
- Dendrosenecio cheranganiensis (Cotton & Blakelock) E.B.Knox (1993)
- Dendrosenecio elgonensis (T.C.E.Fr.) E.B.Knox (1993)
- Dendrosenecio erici-rosenii (R.E.Fr. & T.C.E.Fr.) E.B.Knox (1993)
- Dendrosenecio johnstonii (Oliv.) B.Nord. (1978)
- Dendrosenecio keniensis (Baker f.) Mabb. (1986)
- Dendrosenecio keniodendron (R.E.Fr. & T.C.E.Fr.) B.Nord. (1978)
- Dendrosenecio kilimanjari (Mildbr.) E.B.Knox (1993)
- Dendrosenecio meruensis (Cotton & Blakelock) E.B.Knox (1993)

## Utbredningsområden
Man finner  jättekorsörterna i det ekvatoriala Östafrikas bergs alpina zoner: på Kilimanjaro och Mount Meru i Tanzania, på Mount Kenya, the Aberdare Range, and Cherangani Hills i Kenya, på Mount Elgon vid gränsen mellan Uganda och Kenya, på Ruwenzori Mountains vid Uganda/Demokratiska Republiken Kongo (DRK), på Virunga Mountains vid gränsen mellan Rwanda, Uganda och DRK, och på Mitumba Mountains (Mount Kahuzi och Mount Muhi) i östra DRK.
Med undantag av D. eric-rosenii, som uppträder på flera berg i det Östafrikanska gravsänkesystemets västra utlöpare (Rumenzori, Virunga och Mitumba Mountains), och D. battiscombei plus D. keniodendron, vilka delar upp sig på Mount Kenya och Aberdare Range, så är arterna individuellt begränsade till ett enda område. Inom flera av habitaten träffar man på olika arter eller underarter på varierende höjd över havet.
Knox & Palmer anger följande fördelning
| intervall ö.h. | Kilimanjaro                      | Meru         | Kenya           | Aberdares         | Cherangani                           | Elgon                          | Ruwenzori                          | Virunga                            | Mitumba                            |
| hög altitud    | D. kilimanjari u-art cottonii    |              | D. keniodendron | D. keniodendron   |                                      | D. elgonensis u-art barbatipes |                                    |                                    |                                    |
| medel altitud  | D. kilimanjari u-art kilimanjari | D. meruensis | D. keniensis    | D. brassiciformis | D. cherangiensis u-art dalei         | D. elgonensis u-art elgonensis | D. adnivalis (två underarter)      | D. eric-rosenii u-art alticola     |                                    |
| låg altitud    | D. johnstonii                    |              | D. battiscombei | D. battiscombei   | D. cherangiensis u-art cherangiensis |                                | D. eric-rosenii u-art eric-rosenii | D. eric-rosenii u-art eric-rosenii | D. eric-rosenii u-art eric-rosenii |

## Evolution och anpassning
De central- och östafrikanska bergen är ett nästan idealt modellsystem för att studera artbildning och adaptation hos växter. Bergen höjer sig långt över de omgivande slätterna och platåerna, högt nog att nå över trädgränsen 
och bilda  "öar i skyn" eller isolerade habitat.
Dessa övervägande vulkaniska toppar förenklar modellen ytterligare genom sin ålder och arrangemang runt Victoriasjöns sänka med vatten och närheten till ekvatorn.
Arterna som påträffas på Mount Kenya är utan tvekan den bästa modellen för höjdvariation. Dendrosenecio keniodendron är den art som växer på de högsta nivåerna över havet, medan man hittar Dendrosenecio keniensis på lägre höjd inom artens växtområde och Dendrosenecio battiscombei växer på samma altituder som D. keniensis men i våtare omgivning. De övriga bergen som inte är höga nog att ha en "stor en i toppen" har två, en art för det torrare landskapet och en för den fuktigare miljön eller bara en, eftersom miljön inte är så extrem. Denna förenkling fungerar utomordentligt väl som en introduktion till Östafrikas jättekorsört med ett undantag, Kilimanjaro, som har den enstaka arten som lever vid toppen men bara en art som lever nedanför; med underarter och varianter som lever i de fuktigare omgivningarna.

### Inrutade adaptiva artbildningsstudier
Varje berg har en vertikal gradient av nederbörds- och temperaturvariationer, Kilimanjaro på 5 985 meter, Mount Kenya på 5 198 meter och Ruwenzori på 5 109 meter är de tre högsta bergen i Afrika; vart och ett tillräckligt högt för att upprätthålla altitudbaserade skikt av vegetativa zoner. Varje berg erbjuder sin egen vertikalt placerade uppsättning av isolerade habitat.
Belägna från 50 km till 1000 km kring ekvatorn, uppträder de miljömässiga fluktuationerna som dagliga händelser av varma dagar och kalla nätter och är konsistent över hela året eller såsom Hedberg beskrev denna unika situation: "sommar varje dag, vinter varje natt". Utöver de förenklade omgivningsvariablerna beskrivs dessa berg enkelt för biogeografisk analys, då deras ålder och arrangemang kring Victoriasjönssänkan gör det lätt att särskilja effekterna av tid och läge.

### Vegetationszoner

Förenklat gridsystem. Äldsta berget till vänster.

Inom altituderna mellan 3400 meter och 4500 meter kan man träffa på några av de mest extrema exemplen på adaptationer, vilka innefattar:  
- Massiva bladrosetter i vilka bladutvecklingen sker i ett stort "toppskott"
- Vattenlagring i stammens märg
- Isolering av stammen genom att bevara vissnat och dött bladverk
- Sekretion och uppsamling av is-nukleations polysackaridvätskor (en naturlig anti-frys)
- nyktinastisk bladrörelse (bladen sluter sig när det blir kallt)[4]

Vid altituder under 3400 meter är de dagliga temperaturfluktuationerna mindre extrema, den dagliga medeltemperaturen ökar stadigt och Dendroseneicos växtformer och ekologi avspeglar den tilltagande inverkan av biotiska faktorer (som kamp om ljus) över abiotiska komponenter (såsom nattfrost).

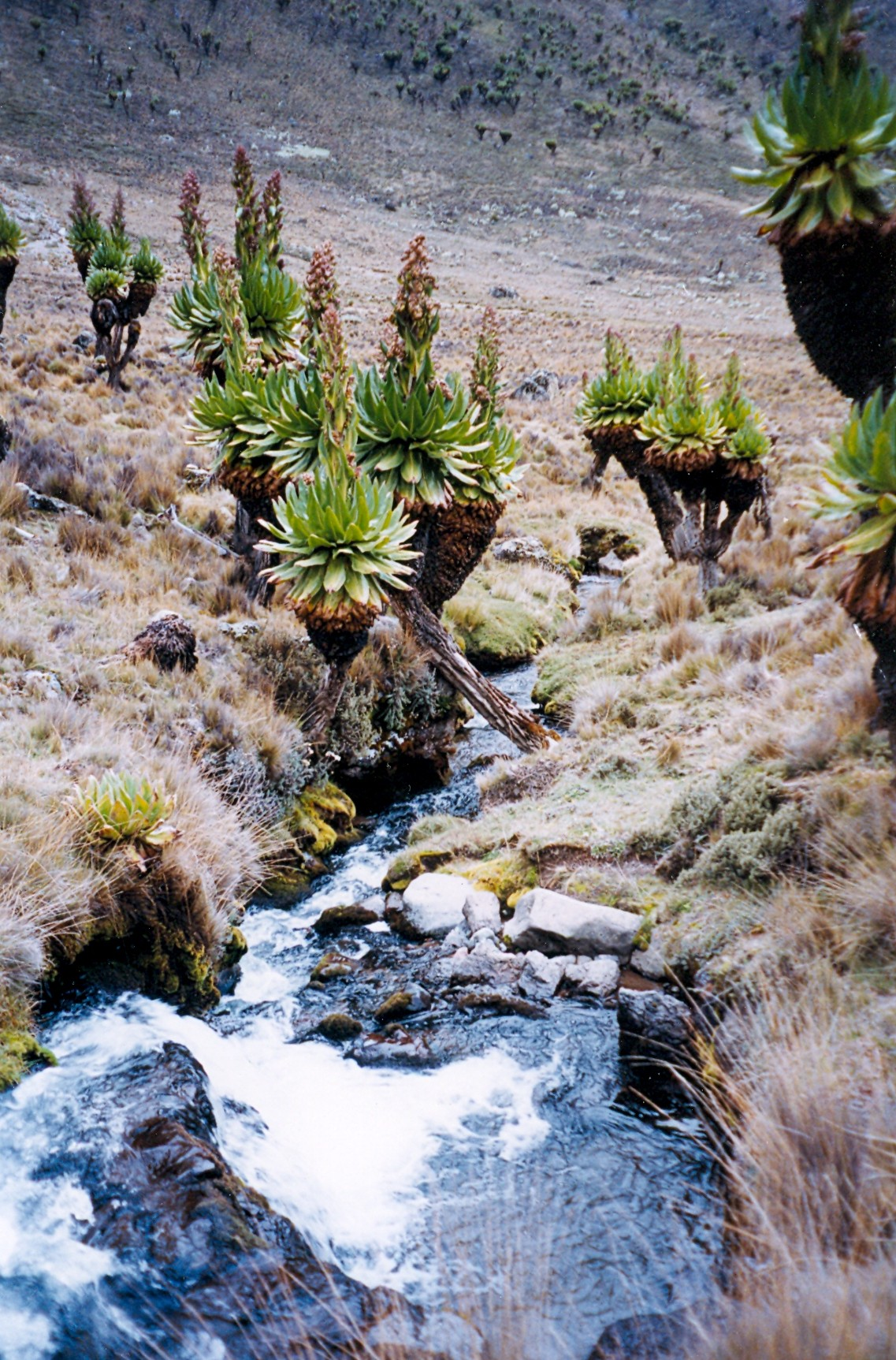
Dendrosenecio keniodendron på Mount Kenya.

3400–3800 meterNamngiven som Afro-alpin region av Hauman 1955. Det finns en skarp gräns vid 3400 meter (3000 meter på den norra sidan) som separerar skogen från den lägre alpina zonen, omgivningen är en ljunghed (lågt växande vegetationon, sura jordar) och det är här som Dendrosenecio börjar växa bland bergets tuvgräs och halvgräs.
Dendrosenecio keniensis växer i denna region på Mount Kenya. En varietet eller underart till Dendrosenecio johnstonii lever inom detta altitudintervall på alla tre av de högsta bergen.
3800–4500 meterDe övre ljunghedarna; det är här som flera av D. brassica finns på alla tre bergen, tillsammans med segt dvärgbuskage.
4300–5000 meterDendrosenecio skogstrakter, där varje berg har sin egen varietet. Dendrosenecio keniensis på Mount Kenya, Dendrosenecio kilimanjari på Mount Kilimanjaro och andra arter var och en på sitt eget berg.
4500 meter–toppenPopulationer av Dendrosenecio börjar tunnas ut. Mount Kenya har den sparsammaste vegetationen på dess övre delar, till följd av sina temperaturer under fryspunkten.

### Spridning och etablering
Biogeografisk tolkning av den molekylära fylogenin antyder att under den senaste årmiljonen etablerade sig de första jättekorsörterna själva på Kilimanjaros högre höjder och blev arten D. kilimanjari. När de flyttade nedför detta berg och anpassade sig till att leva i de skilda miljöerna vid Kilimanjaros lägre altituder, blev de en ny art, D. johnstonii. Några frön fann vägen till Mount Meru och etablerade sig som arten D. meruensis, andra fann en väg att ta sig från Kilamanjaro till Aberdare Range och etablerade sig som D. battiscombei.  D. battiscombeis migration in i det våta alpina habitatet på Aberdares ledde till att arten D. brassiciformis bildades. Spridning från Aberdares till Mount Kenya etablerade en andra isolerad population av D. battiscombei. Altitudinell artbildning på Mount Kenya resulterade i att D. keniodendron and the "dwarf" D. keniensis tog form.  Spridning från Mount Kenya åter till Aberdares etablerade en andra insulär population av D. keniodendron. Spridning från Aberdares till Cherangani Hills etablerade två underarter av D. cheranganiensis: D. cheranganiensis subsp. cheranganiensis och altitudinell (under)artbildning in i nätet av alpina habitat ledde till D. cheranganiensis subsp. dalei.  Spridning från Aberdares till Mount Elgon etablerade D. elgonensis, vilket är en punkt där flera underarter skiljer sig och skingras. Spridning från Mount Elgon till Virunga Mountains etablerade D. erici-rosenii; från Mount Elgon till Mount Kahuzi (Mitumba Mountains) etablerades en andra population av D. erici-rosenii och spridning från Virunga Mountains till Rwenzori Mountains etablerade en tredje population.

### Parallell evolution
Bestånden av jätteformerna Dendrosenecio och jättelobelia, som påträffas på dessa afrikanska berg, är ett exceptionellt exempel på parallell eller konvergent evolution och upprepad konvergent evolution mellan dessa två grupper. De tillhandahåller belägg för att dessa örters ovanliga särdrag är ett evolutionärt svar på ett utmanade habitat och en naturlig miljö, som enkelt kan beskrivas för biogeografisk analys.